# Westye Waaler
Westye Waaler (Fet, 1860 – Christiania, 1901) was een Noors pianist.
Westye Juel Waaler was de oudste zoon van Gudmund Waaler (1817-1879) en Halvorine Gunhilde (Gunelle) Waaler Kilde (1827-1908). Via broer en arts Peder Ferdinand (Per) Waaler is hij familie van musicienne en feministe Fredrikke Waaler.
In 1881 plaatste hij een advertentie voor het geven van pianoles; als referentie vermeldde hij Johan Svendsen. In 1882 kreeg hij een studiebeurs. Datzelfde jaar begeleidde hij Mally Lammers tijdens enkele concerten. Van zijn pianoloopbaan is verder weinig bekend. Hij was echter wel de leraar van Eyvind Alnæs, een belangrijk pianist aan het einde van de 19e eeuw in Noorwegen.  